# Kenneth Armitage
William Kenneth Armitage (18. července 1916 Leeds – 22. ledna 2002 Londýn) byl britský sochař, malíř a grafik.

## Život
Narodil se v Leedsu, ale v dětství na něj nejvíce působila krajina v Yorkshire a Hrabství Longford v Irsku, odkud pocházeli jeho rodiče. Roku 1934 se přihlásil ke studiu na Leeds College of Art, kde se vyučovala především malba a grafika. Zajímal se o egyptské a kykladské umění ze sbírek Britského muzea a díky stipendiu mohl od roku 1937 pokračovat studiem sochařství na Slade School of Fine Arts v Londýně.
Během šesti let služby v armádě za druhé světové války sloužil nejprve u dělostřelectva, později byl důstojníkem v kurzu pro identifikaci letadel a tanků. Jejich modely a plastické tvary ovlivnily i jeho pozdější sochařskou tvorbu. V letech 1946–1956 byl vedoucím katedry sochařství na Bath Academy of Art v Corsham Court a od roku 1953 do roku 1955 jako první britský umělec studoval postgraduálně na Leeds University (Gregory Fellowship ve Sculpture).
Britští umělci měli doma v poválečných letech silnou podporu a proto již roku 1952 reprezentovala zemi skupina mladých sochařů (Reg Butler, Lynn Chadwick, Bernard Meadows, Eduardo Paolozzi, William Turnbull a Kenneth Armitage) výstavou New Aspects of British Sculpture na 26. Benátském bienále. Pro Armitage, do té doby neznámého, se výstava stala startovním bodem jeho umělecké kariéry. Armitage se stal mezinárodně uznávaným umělcem, když roku 1956 zvítězil v soutěži na památník války v Krefeldu v Německu a o dva roky později obdržel cenu pro nejlepšího sochaře mladšího 45 let na Benátském bienále.
Po první samostatné výstavě v Gimpel Fils v Londýně (1952) a Bertha Schaefer Gallery v New Yorku (1954) následovala retrospektivní výstava v prestižní Whitechapel Gallery v Londýně (1959) a zastoupení na Documenta I a II v Kasselu (1954, 1959). Britská rada pak zorganizovala sérii jeho výstav v zahraničí.
Roku 1955 si pronajal ateliér na Notting Hill v Londýně a roku 1959 se přestěhoval do vlastního ateliétu navrženého architektem Jamesem MacLarenem. Zároveň odešel od svých galeristů v Gimpel Fils do galerie Marlborough Fine Art a získal možnost odlévat do bronzu ve slévárně Noack v Německu, která měla zkušenosti se sochami velkých rozměrů.
V letech 1960–63 s přestávkami pracoval také na centrální fasádě Château Mouton-Rothschild blízko Bordeaux ve Francii. V sérii dokumentárních filmů o současném výtvarném umění amerického režiséra Warrena Formy z 60. let je v dílu „5 britských sochařů“ (1964) spolu s Henrym Moorem, Lynn Chadwick, B. Hepworthem a Regem Butlerem uveden i Kenneth Armitage.
Často cestoval a za pobytu ve Venezuele krátce žil u kmene místních indiánů. Během své kariéry byl hostujícím profesorem v Caracasu (1964) a Boston University v Massachusetts (1970) a hostujícím pedagogem na Royal College of Art (1974–79). V letech 1967–69 pobýval díky výměnnému programu německých a britských umělců v Berlíně.
Roku 1969 obdržel Řád britského impéria (CBE). Na počátku 70. let opustil Marlborough Gallery a zaujal silně kritický vztah ke komercionalizaci umění, které se stalo příliš drahé pro většinu zájemců. V té době už měl dobré mezinárodní renomé a domácí pokles zájmu o jeho dílo se ho příliš nedotkl.
V 80. letech často vystavoval v zahraničí a později měl velké retrospektivní výstavy na Artcurial v Paříži (1985), na Olympiádě v Soulu (1988), sochařském parku v Yorkshire (1996) a na Millennium Sculpture Exhibition, Holland Park (2000). Armitage byl v roce 1994.zvolen členem Royal Academy of Arts.
Od roku 1940 byl ženatý s o devět let starší absolventkou Slade School Joan Augusta Monro Moore (1909–1996), která mu za války nabídla svůj ateliér, ale od poválečných let žili oba odděleně a udržovali jen hluboké přátelské vztahy. Zemřel 22. ledna 2002 v Londýně ve věku 85 let.

## Dílo

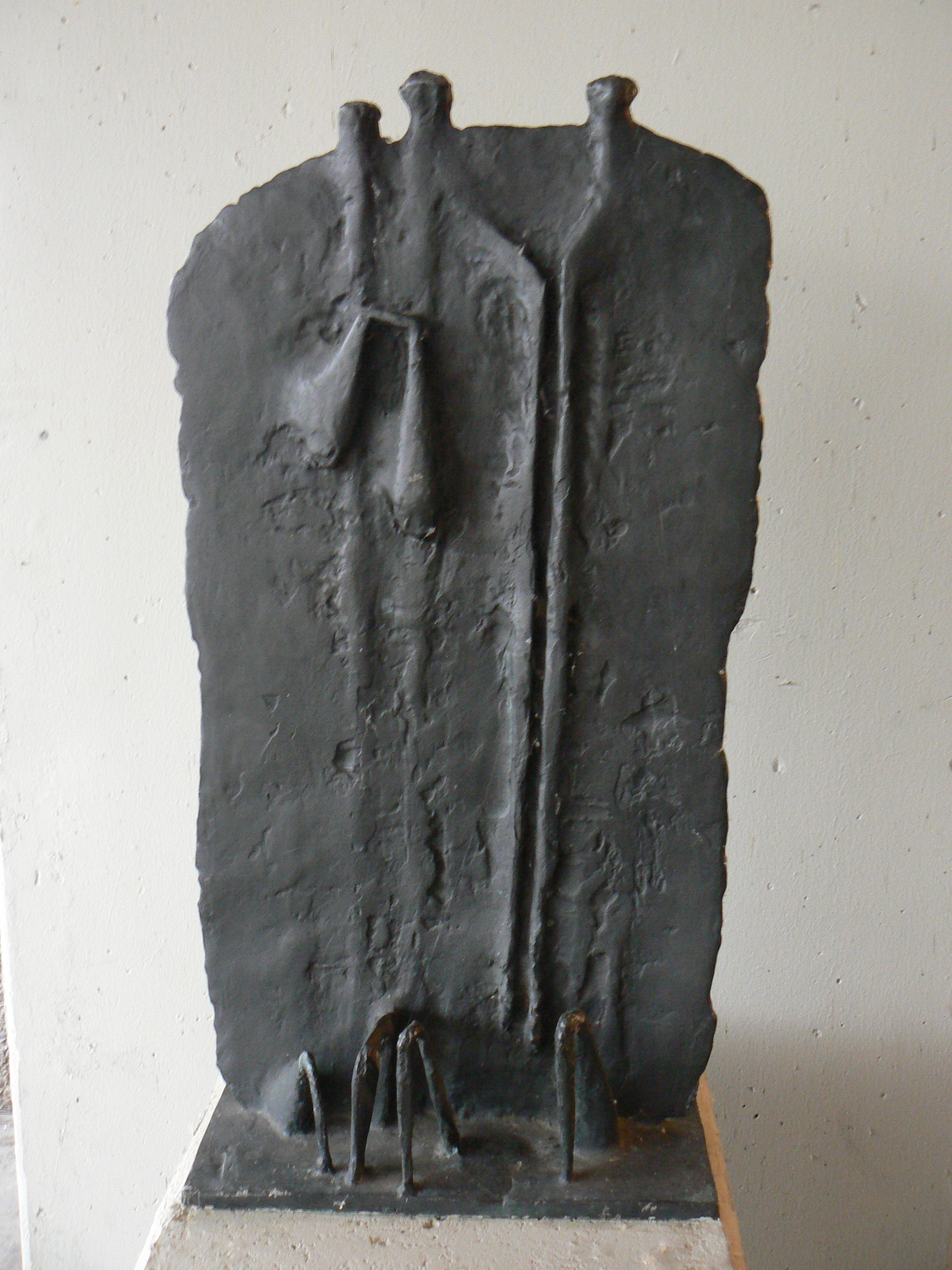
Sedící skupina (1953)

Předválečnou ranou tvorbou K. Armitage byly sochy tesané v kameni, které autor později většinou zničil. Po válce tvořil modely soch v sádře na železné kostře, které pak odléval do bronzu a patinoval. Podle autora předcházela tvorbě pečlivá příprava, ale ve výsledku byl vždy obsažen prvek hravosti.
Jednou z prvních soch modelovaných pro odlití je Moon Figure (1948) inspirovaná kykladským uměním.
Válečná zkušenost se projevila změnou pojetí figury a podvědomým použitím tvarů odvozených z letadel. Další inspirací byly tvary neolitické krajiny v okolí Corsham Court (Salisbury plain, hrabství Wiltshire), kde Armitage žil až do roku 1956.

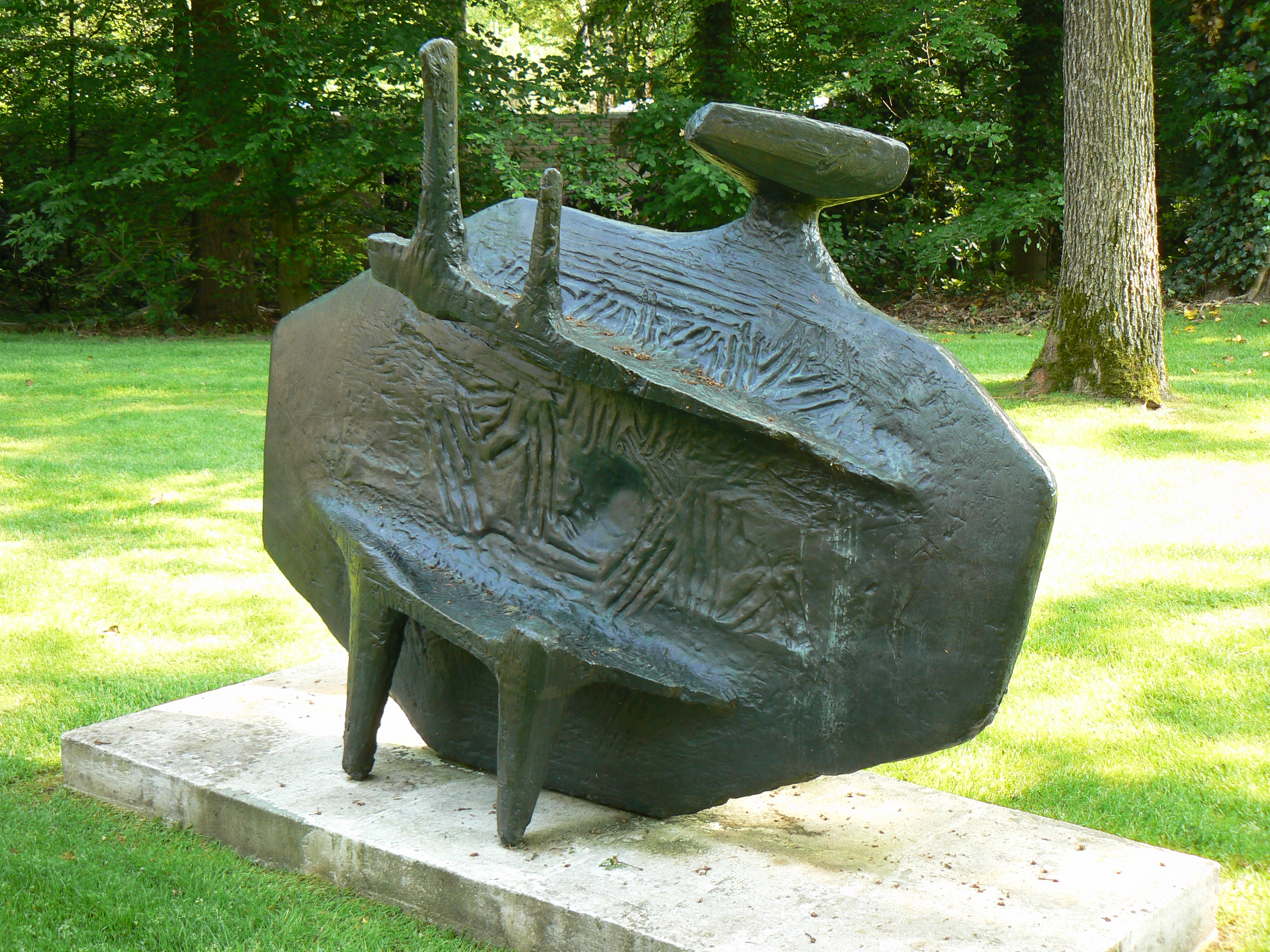
Monitor (1961), Otterlo

Základem soch je abstraktní reliéfní tělo s výraznou povrchovou strukturou a měkkými přechody mezi plochou a zaoblením v němž je spojena skupina postav. Jejich individualita je patrná pouze ze silně stylizovaných a spíše naznačených hlav a končetin. (Friends walking, 1952, Seated Group, 1953).
Sochař se pokoušel o rytmizaci a zachycení pohybu (People in the wind, 1950, Family going for a walk, 1951).
Z přípravných kreseb je patrné, že pro uspořádání skupiny postav byl inspirací i skládací paraván v ateliéru (The figure group, 1960).
Ploché tvary Armitageových plastik i následující fáze tvorby, kdy se zabýval zavěšením soch v prostoru, jsou reakcí a vymezením vůči trojrozměrné monumentalitě soch Henry Moora, se kterým se přátelil a setkával ve stejné slévárně bronzu.
Dalšími problémy, kterými se sochař zabýval, představovala specifika zobrazení vertikální a horizontální polohy lidské figury a reflexe expresivního proudu abstraktního malířství.

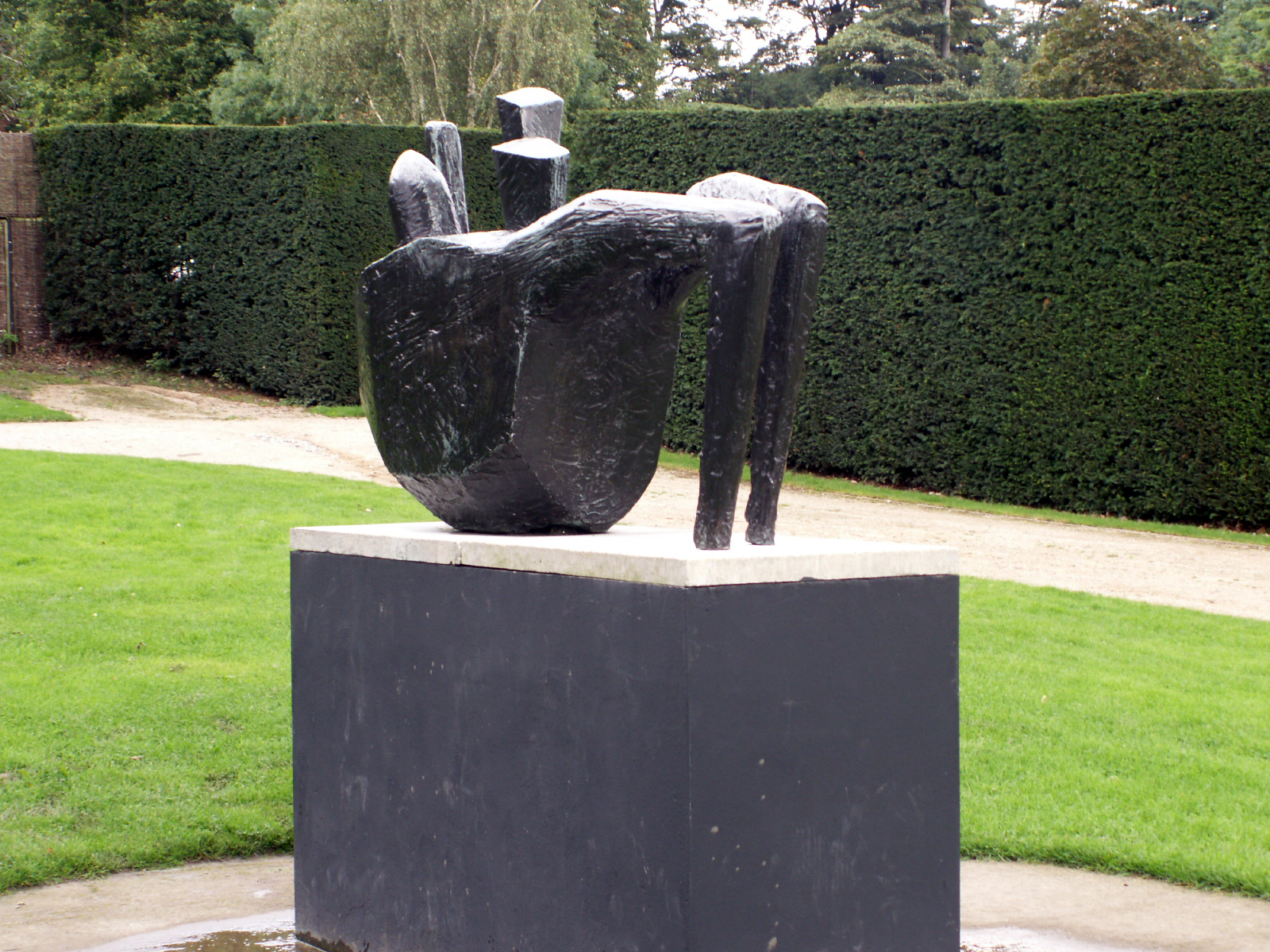
Figura na zádech (1961)

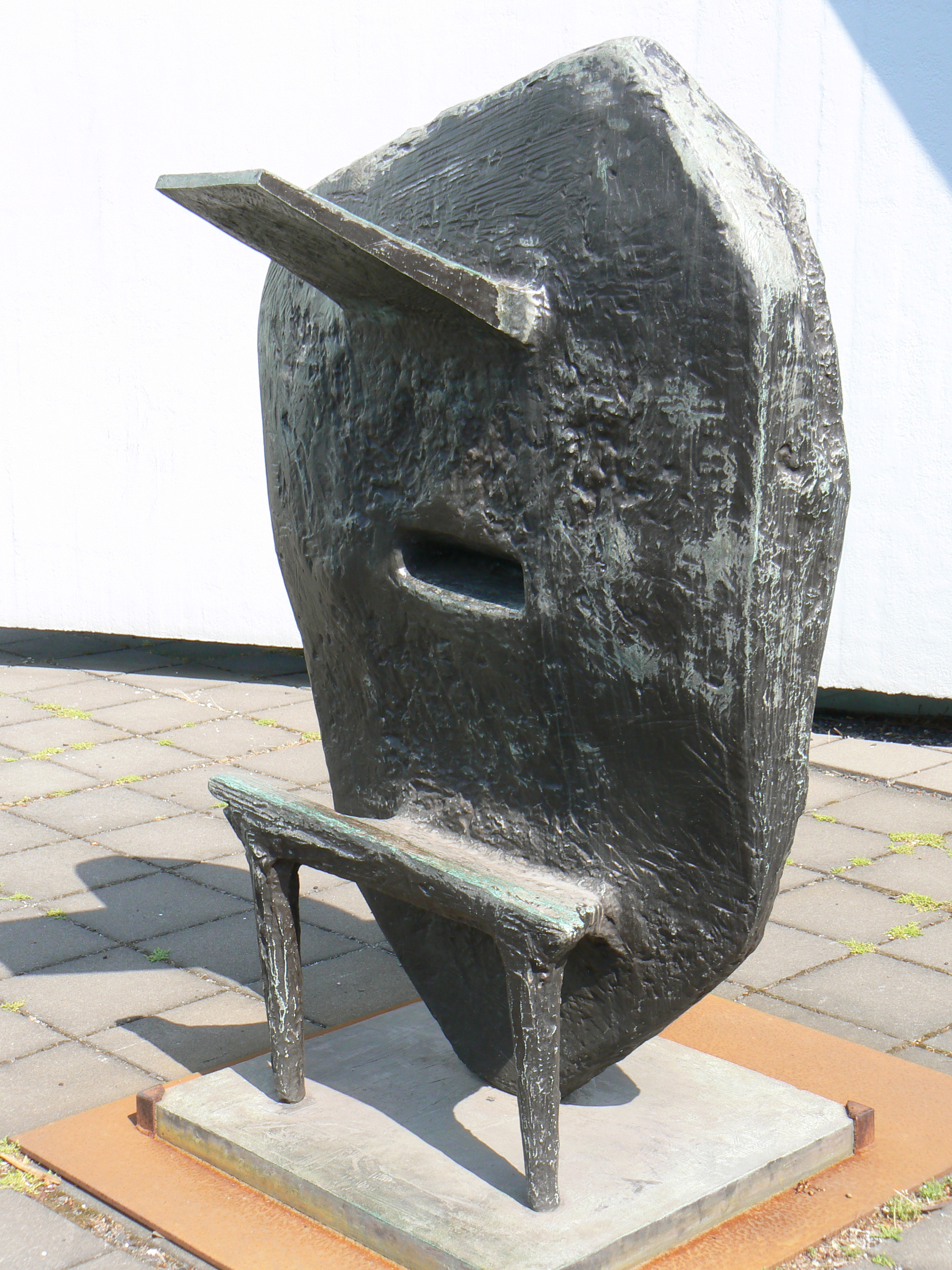
Prorok (1961), Duisburg

Individuální figury z konce 50. let jsou většinou ležící, se zdůrazněným objemem (Reclining figure, 1956), zatímco deskovité sedící figury (Triarchy, 1957, Slab figure, 1961) již naznačují postupný přechod k abstrakci (Prophet, 1961, Sibyl, 1961), ke které dospěl kolem poloviny 60. let (Tower, 1963, Pandarus, 1964). Figuru nahradila zeď nesoucí skrytou symboliku (Wall, 1965) a izolované atributy těla vystupující z kolmé plochy, jako v případě deseti verzí plastiky k legendě o zazděné ženě (The legend of Skadar, 1965) nebo pralesa ve Venezuele (The Forest, 1965).
Od konce 60. let zkouší nové techniky (laminát, nástřik barev), experimentuje s kombinací kresby a soch z různých materiálů – dřeva, sádry, papíru a tvoří sochy z hliníku (Bernadette goes to Wales, 1972). U bronzových soch postupně přechází ke stylizovanému, plastickému a více realistickému zobrazení figury (July figure, 1979–82, několik verzí). V 70. letech se Armitage také více věnoval kresbě a grafice s tématem krajiny (Landscape, 1979, lept) V 80. letech opustil figury a tvořil plastiky stromů (Richmond Oak, 1985) a po návratu z Jordánska a Egypta sérii pozoruhodných architektur-trůnů. Návštěva kamenné pouště The Burren v Irsku je zachycena kresbami a v 90. letech inspirovala vznik několika verzí sochy keltského boha Dagda.
Některé plastiky rukou a nohou, jejichž kořeny sahají do 60. let, se díky spolupráci se sochařem a specialistou na monumentální plastiku Richardem Burdenem dočkaly realizace pro veřejný prostor (Helping hands, 2000, Reach for the Stars, Leggs walking) jako moderní pomníky.

## Zastoupení ve veřejných sbírkách (výběr)
- Arts Council of Great Britain
- Art Institute of Chicago

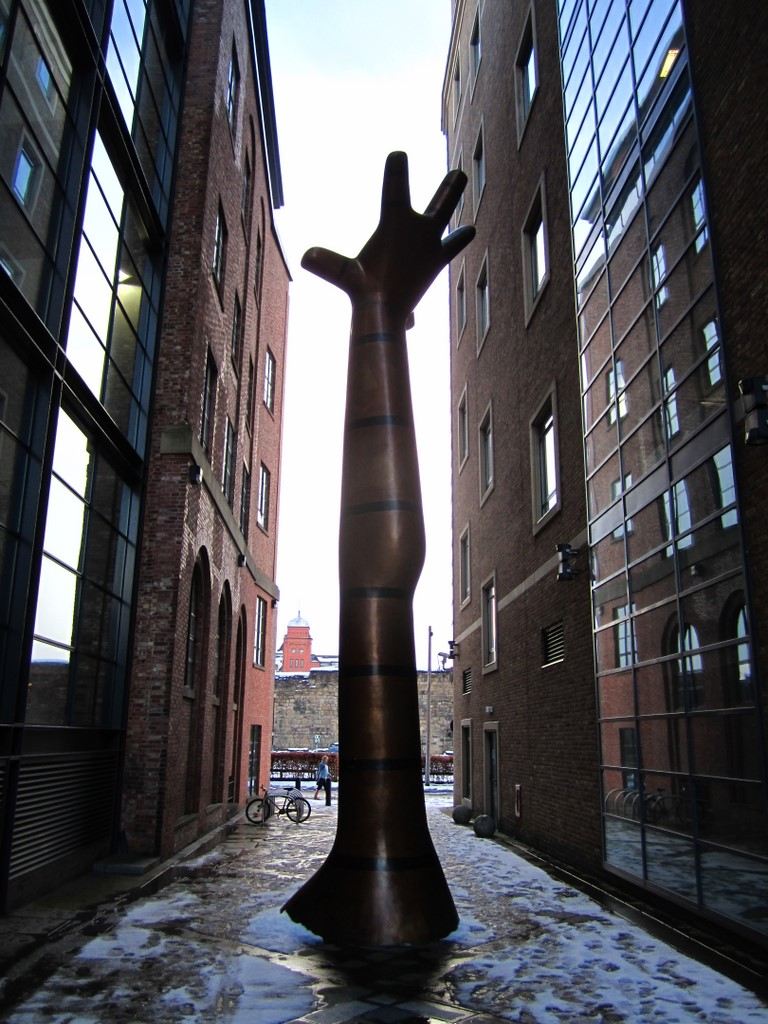
Ke hvězdám, Stephenson's Lane, Newcastle (2002)

- The Berardo Collection, Lisbon, Portugal
- British Council
- Cass Sculpture Foundation, Goodwood
- Courtauld Institute of Art
- Harvard University Art Museum, Massachusetts, USA
- Hirshhorn Museum and Sculpture Garden, Washington D.C., USA
- National Galleries of Scotland, Edinburgh
- Royal Academy of Arts Collection, London
- Royal Museum of Fine Arts, Brussels, Belgium
- Smart Museum of Fine Arts, University of Chicago, Chicago, USA
- Tate Gallery, London
- Victoria and Albert Museum, London
- Victoria Art Gallery, Bath
- Wichita State University Outdoor Sculpture Collection, Kansas, USA

## Realizace (výběr)

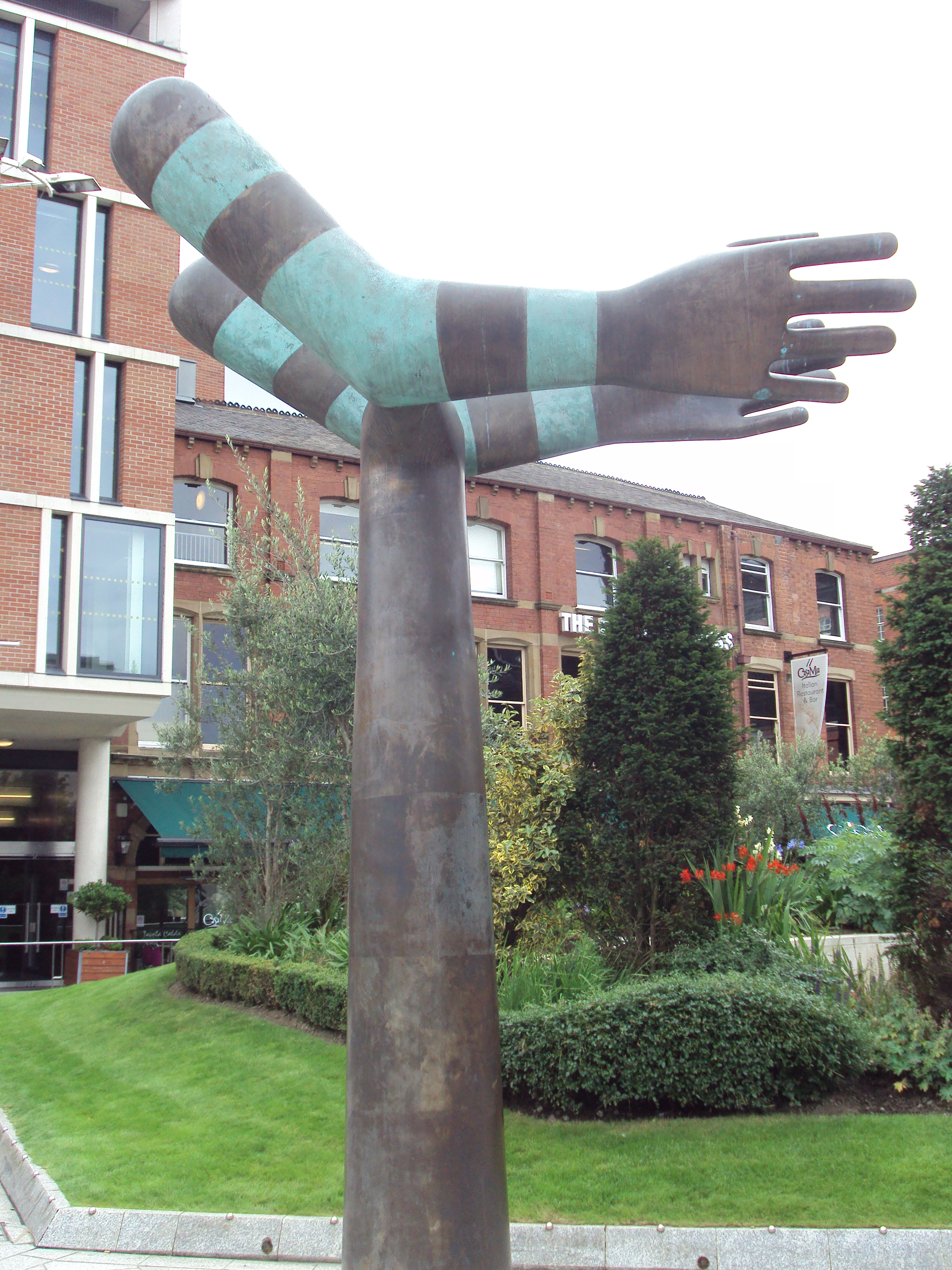
Helping Hands, Mandela Gardens, Leeds (2000)

- 1985 Richmond Oak, Britské velvyslanectví, Brasilia
- 2000 Both hands, Millenium Square, Leeds, UK
- 2002, Reaching for the stars, Newcastle city Central square

## Ocenění
- 1969 Řád britského impéria (CBE)
- 1994 člen Britské Královské akademie

## Nadace K. Armitage
The Kenneth Armitage Foundation sídlí v bývalém domě a ateliéru sochaře. Nadace spravuje pozůstalost v hodnotě 2 mil. liber a uděluje dvouletá stipendia mladým umělcům.